# أحمد عصيد
أحمد عصيد (مواليد 14 يوليو 1961) قوميٌّ أمازيغي وكاتب وشاعر مغربي. هو عضوٌ مؤسِّسٌ في عدد كبير من الجمعيات والمنظمات العلمانية والليبرالية في المغرب، من بينها: «ضمير»، و«منتدى المواطنة»، و«اليقظة المواطنة»، وجمعية «بيت الحكمة» المغربية، وغيرها. بدأ النشر في عام 1979 بصدور قصيدته «البدء، غدًا يولد». عمِل أستاذا لمادة الفلسفة بالتعليم الثانوي، وتقلد مناصب عديدة، وحَظِيَ بظهورٍ إعلاميٍّ لافتٍ بدعوته على نحوٍ متواصل في معظم النقاشات العمومية في المغرب.

## نشأته
ولد أحمد عصيد سنة 1961 بقرية تاورميت بمنطقة «إدوسكا أوفلا»، بإقليم تارودانت بالمغرب. درس بمدينة القنيطرة ما بين 1965 و1980 سنة حصوله على البكالوريا بثانوية التقدم، حيث حصل على النقطة الأولى في إقليم القنيطرة استحق عليها جائزة تقديرية من مندوبية وزارة التربية الوطنية بالإقليم. تابع دراسته بالتعليم العالي بالرباط في شعبة الفلسفة والسوسيولوجيا. وتخرج من كلية علوم التربية أستاذا للفلسفة سنة 1988.حصل على الإجازة في الفلسفة بكلية الآداب والعلوم الإنسانية بـ الرباط سنة 1984، وفي سنة 1988 حصل على شهادة التخرج من كلية علوم التربية.

## مناصب
شغل أحمد عصيد خلال مسيرته عددا من المناصب في مؤسسات متعددة، فكان رئيس سابق للجمعية المغربية لمدرسي الفلسفة 1996-1998، وكاتب عام سابق للجمعية المغربية للبحث والتبادل الثقافي 1996-2002، ومقدم البرنامج الإذاعي «مصطلحات» بإذاعة طنجة 1998 – 2000، وعضو سابق بالمكتب المركزي لاتحاد كتاب المغرب 1999 ـ 2001، وعضو سابق بالمجلس الإداري للمعهد الملكي للثقافة الأمازيغية 2002-2006، وعضو مؤسس للعديد من منظمات المجتمع المدني بالمغرب منها حركة «ضمير» و«بيت الحكمة» و«اليقظة المواطنة» و«منتدى المواطنة»، ورئيس المرصد الأمازيغي للحقوق الحريات ونائب رئيس حركة «ضمير».
أما إعلاميا فقدم برنامج «شؤون أمازيغية» ثم «أضواء على الأمازيغية» بالقناة الثامنة 2014 – 2017، وأعد برنامج «حلقات التنوير» الذي نشر في اليوتوب، وأعد عددا من البرامج الإذاعية والتلفزية حول الأدب والفنون الأمازيغية وإشكالية التنوع الثقافي واللغوي بالمغرب لقنوات إعلامية مغربية ودولية.

## الجدل

### مزاعم التحرش الجنسي
في ديسمبر 2014، ادعت الناشطة والكاتبة الأمازيغية مليكة مزان أن أحمد عصيد كان يضايقها منذ سنوات. كشفت مليكة لاحقًا عن «عقد زواج» عرفي كتبه ووقعه عصيد وقالت: «لقد دمر منزلي وحياتي بسبب شغفه المزعوم بي... وكان أحد أسباب طلاقي.» بعد تعرضها لضغوط وتلقيها تهديدات بسبب إدانتها لعصيد، نشرت مليكة مقطع فيديو له في منزلها بالإضافة إلى عدد من الصور لهما معًا. رفض عصيد الرد على المزاعم وقال إنه لا يريد مناقشة الحياة الشخصية للأفراد على وسائل الإعلام.

### تصريحات كاذبة
على إثر إشاعة مواقع قومية بربرية في أكتوبر 2012 لخبر «تدمير نقوش أمازيغية» في جماعة أربعاء تِغَدْوِين جنوب مراكش، صرح أحمد عصيد لوكالة رويترز أن «المعلومات تشير إلى أن سلفيين وراء هذا العمل» وأن «هذا العمل يأتي في أعقاب زيادة ملحوظة في أنشطة السلفيين في المناطق ذات الغالبية الأمازيغية في المغرب لفرض تفسيرهم المتزمت للإسلام» حسب تعبيره. نفت فيما بعد وزارةُ الثقافة الأخبارَ التي وصفتها على لسان الناطق الرسمي باسم الحكومة بـ«الادعاءات الكاذبة والعارية من الصحة» وذلك عَقِبَ تحريات مصالح الوزارة المختصة التي أكدت بأن هذه النقوش لم تتعرض لأي عمل تخريبي خلاف ما نشر، معتبرةً أن هذه الادعاءات «تحمل في طياتها تأويلات قد تضر بمصلحة البلاد.»

### تصريحاته المثيرة للجدل عن الإسلام
في عام 2013 أثار أحمد عصيد الجدل في المجتمع الإسلامي والمغربي بعد تصريحه بأن دروس مادة التربية الإسلامية لا تنسجم مع المفهوم الكوني لحقوق الإنسان. وأشار في هذا السياق إلى النبي محمد صلى الله عليه وسلم بطريقة فسرت على أنها اتهام مباشر لنبي محمد صلى الله عليه وسلم بـ«الإرهاب». ودعم أقواله بقراءاته لآيات قرآنية في هذه المناهج الدراسية والتي تشرح (من وجهة نظره) نشر الديانة الإسلامية بالقوة والعنف.
وسارعت شخصيات إسلامية عديدة في المغرب إلى إدانة تصريحات أحمد عصيد بشدة، معتبرة أنه وصف الرسول صلى الله عليه وسلم بـ«الإرهابي»، وحذر البعض من جر البلاد إلى فتنة دينية داخلية، فيما قال أحمد عصيد أن كلامه قد حُرّف، حيث قال لصحيفة المساء المغربية «ليس من اهتماماتي مناقشة الأديان والعقائد وشخصيات الأنبياء، فباعتباري مثقفا مستقلا يؤدّي وظيفته النقدية، وباعتباري ناشطا حقوقيا يدافع عن كرامة المواطن المغربي، فقد كنتُ بصدد الحديث عن المنظومة التربوية المغربية، التي أعتبرها متناقضة في مضامينها ومنافية لأهداف البيداغوجيا العصرية». وقال أيضا: «أعطيت أمثلة منها ما يتعلق بالعنف موضوع رسالة النبي محمد إلى ملوك عصره يدعوهم فيها إلى الإسلام تحت التهديد، وقلت إنّ هذه الرسالة تتنافى مع فكرة أنّ الإسلام دين العقل والحوار بالحسنى، والتي توجد أيضا في المقرّر الدراسي، حيث دعوتُ إلى نوع من الانسجام في محتويات الكتب المدرسية من أجل تكوين شخصية مواطنة متوازنة.»
فيما علق الشيخ الفزازي على تصريحات أحمد عصيد قائلا: «أنْ يقوم شخص متبجحا بالطعن في الرّسول في بلد إسلامي، وينعته بالإرهابيّ، دون أن تتحرك أي جهة لمتابعته، فهذه مصيبة». وفي السياق ذاته يستطرد الفيزازي، «إنّ هذا الشخص يسيء إلى النّبي محمّد، صلّى الله عليه وسلّم، ويتحدث عن رسول الأمة وكأنه يتحدث عن ميسّي أو رولاندو، ويطعن في الدين الإسلامي ويعتبره دينا متجاوَزا».

## مؤلفاته
نشر أحمد عصيد العديد من المقالات حول المسألة الثقافية وقضايا الهوية والديمقراطية والشأن الديني وكذا الأدب الأمازيغي في الصحف والمجلات المغربية والدولية منذ 1979, كما أنه شارك في العديد من اللقاءات السياسية والثقافية وطنيا ودوليا.

### كتب
- الأمازيغية في خطاب الإسلام السياسي 1998.
- أسئلة الثقافة والهوية في المغرب المعاصر 2002.
- سياسة تدبير الشأن الأمازيغي بالمغرب 2009.
- رسائل إلى النخبة المغربية 2010.
- «إماريرن» مشاهير شعراء أحواش في القرن العشرين 2012.
- دراسات في الأدب الأمازيغي 2015.
- التاريخ والهوية ورموز الدولة الوطنية 2017.

### شعر
في الإبداع الشعري صدر له ديوان شعر أمازيغي «أنعيبار» سنة 1996.

### مشاركات
شارك أحمد عصيد في تأليف الكتب التالية من إصدار المعهد الملكي للثقافة الأمازيغية:
- أنطولوجيا الشعر الأمازيغي التقليدي 2009 ـ الرباط
- أنطولوجيا الأمثال الأمازيغية 2010 ـ الرباط
- أنطولوجيا الألغاز الأمازيغية 2011 ـ الرباط
- مقرر لتدريس الأدب الأمازيغي بالجامعة ـ الرباط

أصدر كذلك بتعاون مع الأستاذ محمد مستاوي في تدوين الموروث الشفوي الأمازيغي:
- مجلة تاوسنا 1995 / 1996.
- ديوان الرايس محمد الدمسيري 1999.
- ديوان الرايس سعيد أشتوك 1999 (نشرت بالتعاون مع محمد المستاوي).
- ديوان أورتي نوماركً 2002.

### حكايات للأطفال
أصدر أحمد عصيد عددا من حكايات للأطفال باللغة الأمازيغية:
- 1999: حمًو أونامير (ⵃⴻⵎⵎⵓ ⵓⵏⴰⵎⵉⵔ) عن وزارة الثقافة.[14]
- 2005: أفكًان دولكًماد دينسًي (الإنسان والثعبان والقنفذ - ⴰⴼⴳⴰⵏ ⴷ ⵓⵍⴳⵎⴰⴷ ⴷ ⵉⵏⵙⵉ) عن المعهد الملكي للثقافة الأمازيغية.
- 2005: إزم دوشًن د تاغيولت (الأسد والذئب والحمارة - ⵉⵣⵎ ⴷ ⵓⵛⴻⵏ ⴷ ⵜⴰⵖⵢⵓⵍⵜ) عن المعهد الملكي للثقافة الأمازيغية.